# Az utolsó párbaj
Az utolsó párbaj (eredeti cím: The Last Duel) 2021-ben bemutatott brit-amerikai történelmi filmdráma, melynek rendezője és producere Ridley Scott. A film Eric Jager azonos című könyve alapján készült, a forgatókönyvet Nicole Holofcener, Ben Affleck és Matt Damon írta. A főszerepben Damon, Affleck, Adam Driver és Jodie Comer látható.
Jager könyvének adaptációját először 2015-ben jelentették be, de hivatalosan csak 2019 júliusában kapott zöld utat. Affleck és Damon még abban a hónapban megerősítették, hogy ők lesznek a főszereplők és társ-forgatókönyvírók, Comer és Driver pedig az ősszel csatlakozott a stábhoz. A forgatás Franciaországban és Írországban zajlott 2020 februárjától októberéig, a COVID-19 világjárvány miatt néhány hónapos szünetet tartva.
Az utolsó párbaj világpremierje a Velencei Nemzetközi Filmfesztiválon volt 2021. szeptember 10-én, és a tervek szerint 2021. október 15-én kerül bemutatásra az Amerikai Egyesült Államokban a 20th Century Studios forgalmazásában. Magyarországon október 14-én mutatja be a Fórum Hungary.

## Szereplők
| Szerep                    | Színész            | Magyar hang       |
| ------------------------- | ------------------ | ----------------- |
| Jean de Carrouges         | Matt Damon         | Stohl András      |
| Jacques Le Gris           | Adam Driver        | Zámbori Soma      |
| Marguerite de Carrouges   | Jodie Comer        | Mikecz Estilla    |
| Pierre d'Alençon gróf     | Ben Affleck        | Széles Tamás      |
| Nicole de Buchard         | Harriet Walter     | Hámori Ildikó     |
| Sir Robert de Thibouville | Nathaniel Parker   | Papp János        |
| Thomin du Bois            | Sam Hazeldine      |                   |
| Bernard Latour            | Michael McElhatton |                   |
| VI. Károly király         | Alex Lawther       | Nikas Dániel      |
| Crespin                   | Marton Csokas      | Fillár István     |
| Le Coq                    | Željko Ivanek      | Epres Attila      |
| N/A                       | Clive Russell      |                   |
| Adam Louvel               | Adam Nagaitis      | Karácsonyi Zoltán |
| pap                       | Bosco Hogan        |                   |
| Marie                     | Tallulah Haddon    | Mentes Júlia      |
| Alice                     | Bryony Hannah      | Pallai Mara       |

### Magyar változat
A szinkront a Disney Character Voices International megbízásából a Mafilm Audio Kft. készítette.
- Magyar szöveg: Pataricza Eszter
- Hangmérnök: Jacsó Bence
- Vágó: Kajdácsi Brigitta
- Gyártásvezető: Fehér József
- Szinkronrendező: Báthory Orsolya
- Produkciós vezető: Hagen Péter
- Keverő stúdió: Shepperton International
- Műszaki vezető: Jarek Wójcik

## A film készítése
A filmet eredetileg 2015 júliusában jelentették be, a tervek szerint Francis Lawrence rendezésében, a forgatókönyvet Shaun Grant írta volna. További előrelépést a projekt terén nem jelentettek be, és a filmjogok elévültek. 2019 júliusában a Deadline Hollywood közzétette, hogy Ridley Scott tervezi a film rendezését, Ben Affleck és Matt Damon főszereplésével, akik a forgatókönyvet Nicole Holofcenerrel közösen írják.

## Bemutató
Az utolsó párbaj eredetileg 2020. december 25-én került volna a mozikba limitált forgalmazásban, mielőtt 2021. január 8-án szélesebb körben is bemutatják. A COVID-19 világjárvány miatt a forgalomba hozatal időpontját 2021. október 15-re halasztották. Világpremierje 2021. szeptember 10-én volt a Velencei Nemzetközi Filmfesztiválon. A filmet 45 napig kizárólag a mozikban játsszák, mielőtt digitális platformokra kerülne.

## Fogadtatás
A Rotten Tomatoes kritika-összesítőn 18 kritikus 67%-a adott pozitív értékelést a filmnek, 6,7/10-es átlagértékeléssel. A Metacritic-en a film átlagpontszáma 61 a 100-ból 11 kritikus alapján, ami „általánosságban kedvező kritikát” jelent.

## Fordítás
- Ez a szócikk részben vagy egészben  a   The Last Duel (2021 film) című angol Wikipédia-szócikk fordításán alapul.  Az eredeti cikk szerkesztőit annak laptörténete sorolja fel. Ez a jelzés csupán a megfogalmazás eredetét és a szerzői jogokat jelzi, nem szolgál a cikkben szereplő információk forrásmegjelöléseként.